# نورا فالدشتاتن
نورا ماري تريز باتريسه اليزابت فالدشتاتن  (بالألمانية: Nora Marie-Theres Beatrice Elisabeth Waldstätten) هي ممثلة نمساوية وُلدت في الأول من ديسمبر لعام 1981 في العاصمة النمساوية فيينا ، كما أن اسمها الفني هو نورا فون فالدشتاتن كان حتى عام 2016.

## حياتها
تنحدر نورا من عائلة ذات رفيعة المستوى تنتمي إلى المجتمع النمساوي الاستقراطي القديم، فهي حفيدة الجنرال تريزينريترس والكاتب العسكري إيجون فون فالدشتاتن. وكانت تستخدم اسم نورا فون فالدشتاتن كاسم فني حتى عام 2016؛ نظرًا لإن أحكام القانون النمساوي تمنع استخدام «فون» كإشارة للنبلاء.
درست نورا التمثيل في جامعة برلين للفنون من عام 2003 حتى عام 2007، وخلال هذا الوقت عملت في إنتاج الأفلام السينمائية والتلفزيونية.

### مسيرتها الفنية
اشتهرت نورا خلال مشاركتها في حلقة هامس النساء (Der Frauenflüsterer) في مسلسل تاتورت في عام 2005، وحصلت أيضًا على دور في مسلسل تاتورت في حلقة قلب من جليد (Herz aus Eis) عام 2009. في عام 2010 فازت نورا بجائزة مهرجان أفلام ماكس أوفولس عن فئة أفضل ممثلة صاعدة عن فيلم جاذبية (Schwerkraft). لدى نورا مشاركات عالمية فقد شاركت في الفيلم الفرنسي الألماني كارلوس دير شاكل (Carlos – Der Schakal) الذي كان من إخراج أوليفيير أساياس وقد لعبت نورا في الفيلم دور ماجدلينا كوب، وقد اُحتفل بالفيلم في مهرجان كان السينمائي عام 2010 وقد حصد جوائز في حفل توزيع جوائز الغولدن لعام 2011.
تعيش نورا في برلين حيث تمثل هناك العديد من المسرحيات في المسرح الألماني، كما أنها ظهرت في مسرحيتين في مسرح كولن في عام 2010.

## أعمالها
- 2004: 2nd and A (الثاني وأ)
- 2004: Jargo (يارجو)

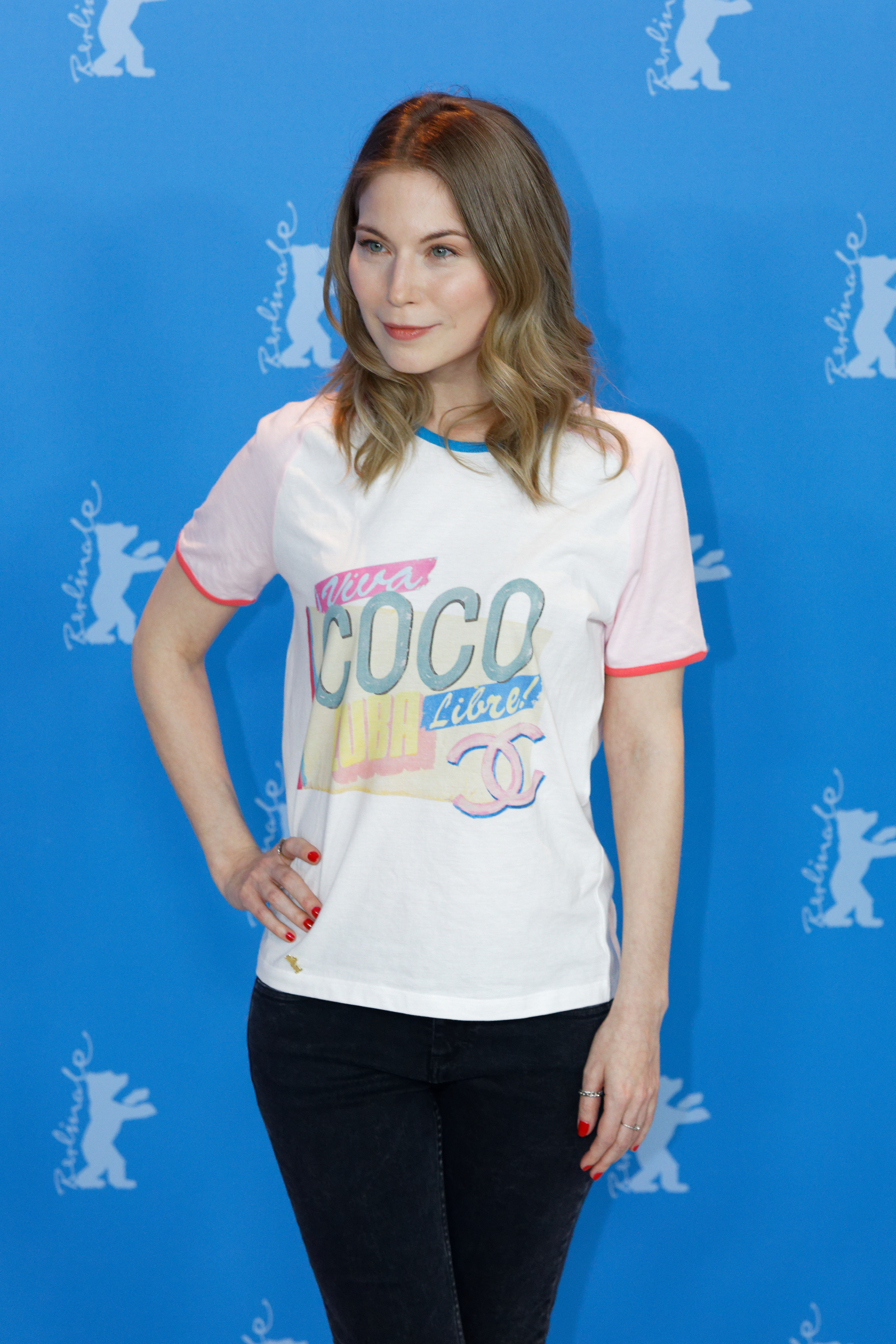
نورا فالدشتاتن خلال مهرجان برلين السينمائي عام 2017

- 2005: Falscher Bekenner (المعترف الخاطئ)
- 2005: Tatort: Der Frauenflüsterer (Fernsehreihe) (تاتورت، حلقة هامس النساء)
- 2007: The Other Possibility (الإمكانية الأخرى)
- 2008: Meine fremde Tochter (ابنتي الغريبة)
- 2008: Tangerine (تانجريني)
- 2008: Tatort: Herz aus Eis (Fernsehreihe) (تاتورت، قلب من جليد)
- 2009: Die Gräfin (The Countess) (الكونتيسة)
- 2009: Schwerkraft (الجاذبية)
- 2009: Parkour (باركور)
- 2010: Carlos – Der Schakal (Carlos) (كارلوس دير شاكل)
- 2010: Ein Fall für zwei – Zwischen den Fronten (Fernsehserie) (قضية لاثنين)
- 2011: Nachtschicht – Ein Mord zu viel (Fernsehreihe) (فترة ليلية)
- 2011: Polizeiruf 110 – Die verlorene Tochter (Fernsehreihe) (نداء الشرطة 110)
- 2012: Die Tore der Welt (World Without End, Fernseh-Mehrteiler) (بوابة العالم)
- 2013: Das Adlon. Eine Familiensaga (Fernseh-Mehrteiler) (الأدلون)
- 2013: Woyzeck (Fernsehfilm) (فوتسك)
- 2013: Oktober November (أكتوبر نوفمبر)
- 2014: Fünf Freunde 3 (خمسة أصدقاء 3)
- 2014: Blutsschwestern/Die Tote in der Berghütte (Fernsehfilm) (أخوات الدم- قتلى في كوخ الجبل)
- 2014: Die Spiegel-Affäre (Fernsehfilm) (فضيحة دير شبيجل)
- 2014: Die Wolken von Sils Maria (Sils Maria) (سحابات سيلس ماريا)
- 2014: Die Toten vom Bodensee (قتلى بحيرة كونستانس)
- 2015: Familiengeheimnis (سر العائلة)
- 2016: Stille Wasser (المياه الراكدة)
- 2017: Die Braut (العروس)
- 2017: Abgrundtief (عميق)
- 2018: Der Wiederkehrer (العودة)
- 2018: Die vierte Frau (السيدة الرابعة)
- 2019: Der Stumpengang (مخرج الشموع)
- 2015: Das ewige Leben (الحياة الأبدية)
- 2015: Altes Geld (Fernsehserie) (النقود القديمة)
- 2015: Die dunkle Seite des Mondes (الجانب المظلم للقمر)
- 2016: Personal Shopper (المتسوق الشخصي)
- 2016: Nachtschicht – Ladies First (Fernsehreihe) (المراقبة الليلية- السيدات أولًا)
- 2017: Wilde Maus (فأر بري)
- 2017: Mata Hari – Tanz mit dem Tod (ماتا هاري- رقصة مع الموت)
- 2017: Grießnockerlaffäre (فضيحة جريسنوكر)
- 2017: Die Firma dankt (Fernsehfilm) (شكر الشركة)
- 2018: Sauerkrautkoma (غيبوبة مخلل الملفوف)
- 2018: The Team 2 (Fernsehserie, 8 Folgen) (الفريق 2)
- 2018: Helen Dorn – Prager Botschaft (Fernsehserie) (هيلن درون- سفارة براج)
- 2018: Die purpurnen Flüsse – Die letzte Jagd (Fernsehreihe) (الأنهار الأرجوانية- الصيد الأخير)
- 2018: Tatort: Damian (تاتورت، حلقة دامين)
- 2019: 8 Tage (ثمانية أيام)

## وصلات خارجية
- نورا فالدشتاتن على موقع IMDb (الإنجليزية)
- نورا فالدشتاتن على موقع ميتاكريتيك (الإنجليزية)
- نورا فالدشتاتن على موقع روتن توميتوز (الإنجليزية)
- نورا فالدشتاتن على موقع مونزينجر (الألمانية)
- نورا فالدشتاتن على موقع قاعدة بيانات الأفلام العربية
- نورا فالدشتاتن على موقع ألو سيني (الفرنسية)
- نورا فالدشتاتن على موقع أول موفي (الإنجليزية)
- نورا فالدشتاتن على موقع قاعدة بيانات الأفلام السويدية (السويدية)
- نورا فالدشتاتن على موقع ديسكوغز (الإنجليزية)
- نورا فالدشتاتن على موقع ديسكوغز (الإنجليزية)
- الموقع الرسمي لنورا فالدشتاتن
- صفحة نورا فالدشتاتن على قاعدة بيانات الأفلام على الإنترنت
- صفحة نورا فالدشتاتن على موقع Deutschen Synchronkartei
- أعمال نورا فالدشتاتن على موقع filmportal.de